# 문준용
문준용(영어: Joon Yong Moon; Joon Moon, 1982년 1월 8일 ~ )은 대한민국의 미디어아티스트이다. 석사 논문 작품인 Augmented Shadow가 뉴욕현대미술관(MOMA)을 비롯한 여러 국제 전시에 소개되며 주목을 받았다. Augmented Shadow는 그림자를 이용하여 구현된 실험적 증강현실 예술 작품이다. Microwave, Onedotzero, FILE, Cinekid, Scopitone 보관됨 2022-07-01 - 웨이백 머신 등의 국제 전시와, 국립현대미술관, 서울시립미술관, 광주디자인비엔날레, 금호미술관 등에서 초청받아 전시하였으며, 인천아트플랫폼 레지던시, 국립아시아문화전당 레지던시, 서울시립미술관 신진작가지원 등에 선정되기도 하였다.

## 생애
1982년 1월 8일에 출생하였다. 8개월째 되던 때에 부모님이 부산광역시로 이사하여 부산광역시에서 성장하였다. 문준용은 세부 출생지와 자신이 인식하는 출신지역을 공개하지 않았다.
이후 건국대학교(학사)와 파슨스 디자인 스쿨(석사)을 졸업하였다.

## 논란

### 고용정보원 채용 특혜 의혹 및 논란
한국고용정보원 2006년 채용 과정의 특혜 여부에 대해 의혹이 제기되고 논란이 발생하였다. 검찰은 이에 "위법한 혐의점이 발견되지 않았던 것으로 보인다"고 밝혔다.

### 국민의당 제보 조작 사건
위 의혹을 거짓 폭로하려고 국민의당이 증거를 조작한 사건이 발생하였다.

## 학력
- 장전중학교 졸업
- 지산고등학교 졸업
- 파슨스디자인스쿨 디자인 & 테크놀로지 석사
- 건국대학교 예술문화대학 디자인학부 시각멀티미디어디자인 학사

## 작품
- Augmented Shadow - Inside (2020) 보관됨 2022-05-04 - 웨이백 머신
- Hello Shadow (2018)
- Augmented Shadow (2010)

## 주요 수상 경력
- 2022. 일본 문화청 미디어 예술제 예술 부문 우수상 (Augmented Shadow – Inside)
- 2019. 유럽위원회 스타츠상 후보 지명 (Hello, Shadow!)

## 주요 전시
- 2020. VT Artsalon, “The “signs of Doubt” (대만, 타이페이)
- 2020. 제4회 오픈미디어아트페스티벌, “블랙스완 : 예기치 않은 미래” (서울)
- 2020. 파라다이스 아트랩 페스티벌, “Connect” (인천)
- 2019. 국립아시아문화전당, Creators in Lab Showcase (광주)
- 2019. 아르스 일렉트로니카 페스티벌 2019, “Out of the Box” (오스트리아, 린츠)
- 2018. 광주미디어아트페스티벌, “알고리즘 소사이어티 : 기계-신의 탄생” (광주)
- 2017. 제주비엔날레 2017, “투어리즘” (제주)
- 2017. 금호미술관, “빈 페이지” (서울)
- 2015. Stereolux, “Scopitone Festival” (프랑스, 낭트)
- 2014. 국립현대미술관, “The Future is Now!” 등 4개 도시 전시 (로마, 피렌체, 부다페스트, 마르세이유)
- 2014. 대전시립미술관 프로젝트 대전, “더 브레인” (대전)
- 2014. Saint-EX, Nuit Numerique #11, “Reel, Irreel, Virtuel” (프랑스, 랭스)
- 2012. 제7회 서울국제미디어아트비엔날레, “Spell on You” (서울)
- 2011. CMoDA & Onedotzero, “AV@AR” (중국, 베이징)
- 2011. “Cinekid Media Lab" (네덜란드, 암스테르담)
- 2011. 광주디자인비엔날레, “도가도비상도” 주제전 (광주)
- 2011. 뉴욕현대미술관, "Talk to Me" (미국, 뉴욕)
- 2011. "FILE Festival" (브라질, 상 파울로)
- 2011. "I/O/I. The Senses of Machines(Interaction Laboratory)", DHUB (스페인, 바르셀로나)
- 2010. Onedotzero, "Onedotzero X Yota" (러시아, 상떼 페테르부르크)
- 2010. "Microwave International New Media Arts Festival" (홍콩)
- 2010. 국제증강현실학회 2010 & 아트센터 나비, “Borderless Reality" (서울)